# Go Doo-shim
Go Doo-shim (en hangul, 고두심) es una actriz surcoreana de cine, teatro y televisión.

## Carrera
Nativa de la Isla de Jeju, Debutó como actriz en el año 1972 y desde entonces ha tenido una prolífica carrera en la televisión, el cine y el teatro.
Conocida por interpretar a la quinta esencia de la devoción de madres sacrificadas en la TV, ha ganado el Daesang (el más alto premio de actuación en Corea) un número récord de siete veces: por sus actuaciones en los dramas Fetters of Love (1989), The Dancing Gayageum (1990), My Husband's Woman (1992), Virtue (2000), Ode to the Han River (2004), More Beautiful Than a Flower (2004) y All About My Mom (2015).
Ha estado en la parte superior de ganancias entre todos los actores y artistas que aparecieron en la KBS en el año 2004, con una ganancia total de ₩373 millones.
También recibió elogios por sus más atípicos personajes en las películas Jealousy (1983), My Mother, the Mermaid (2004), Family Ties (2006), y Good Morning President (2009).
Para celebrar su 40 aniversario en la industria del entretenimiento, regresó a los escenarios en 2012 con la producción de Richard Alfieri Seis Clases de Baile en Seis Semanas.

## Filmografía

### Series de televisión
| Año       | Título                      | Papel                 | Canal              | Notas        | Ref.          |
| --------- | --------------------------- | --------------------- | ------------------ | ------------ | ------------- |
| 2013      | You Are the Best!           | Kim Jung-ae           | KBS2               | 50 episodios |               |
| 2013      | Huh Jun, the Original Story | Madam Son             | MBC                |              | [ 17 ]        |
| 2013      | Marry Him If You Dare       | Lee Mi-ran            | KBS2               |              |               |
| 2013      | One Warm Word               | Kim Na-ra             | SBS                |              |               |
| 2014      | Mother's Garden             | Jung Soon-jung        | MBC                |              |               |
| 2014      | 4 Legendary Witches         | Shim Bok-nyeo         | MBC                | 40 episodios | [ 18 ]        |
| 2015      | High Society                | Min Hye-soo           | KBS2               | 16 episodios |               |
| 2015      | All About My Mom            | Im San-ok             | KBS2               | 54 episodios |               |
| 2015      | The Virtual Bride           | Yang Choon-ja         | KBS2               | 12 episodios | [ 19 ]        |
| 2016      | Dear My Friends             | Jang Nan-hee          | tvN                |              |               |
| 2016      | Second to Last Love         | Madre de Kang Min-joo | SBS                | Cameo        |               |
| 2016-2017 | Our Gap-soon                | In Nae-shim           | SBS                |              | [ 20 ]        |
| 2018      | Mi señor                    | Byun Yo-soon          | tvN                | 16 episodios | [ 21 ]        |
| 2018      | Tale of Fairy               | Sun Ok-nam mayor      | tvN                | 16 episodios | [ 22 ]        |
| 2019      | Cuando la camelia florece   | Kwak Deok-soon        | KBS2               | 40 episodios |               |
| 2021      | Country Diaries 2021        |                       | MBC                |              | [ 23 ]        |
| 2021      | Only One Person             |                       | JTBC               |              | [ 24 ]        |
| 2022      | Our Blues                   | Hyun Choon-hee        | tvN                |              | [ 25 ]        |
| 2022      | Curtain Call                | Geum-soon             | KBS2               | Protagonista | [ 26 ]        |
| 2022-23   | Island                      | Geum Baek-joo         | TVING, Prime Video | Serie web    | [ 27 ]        |
| 2023      | Twinkling Watermelon        | Ko Yang-hee           | tvN, TVING         |              | [ 28 ] [ 29 ] |
| 2024      | Una familia atípica         | Bok Man-heum          | JTBC               |              | [ 30 ]        |

### Películas
- The Woman Who Leaves Work in the Morning  (1979)
- The Hidden Hero (1980)
- Two Women (1980)
- Jealousy (1983)
- 병사는 돌아왔는가 (1984)
- The Heat of the Green Season  (1987)
- Madame Freedom 1990 (1990)
- Things That Sadden My Wife (1991)
- The Woman Who Won't Divorce (1992)
- Plum Blossom (2000)
- Saving My Hubby (2002)
- My Mother, the Mermaid (2004)
- Thomas Ahn Jung-geun (2004)
- Mom's Way (2005)
- Family Ties (2006)
- Good Morning President (2009)
- Grand Prix (2010)
- The Preparation (2017)
- Exit (2019)
- Everglow (2021)

### Espectáculos de variedades
- HD History Special (KBS1, 2005-2006) - MC[31]
- Go Doo-shim's The Art of Cooking (O'live TV, 2012)

## Teatro
- El Mistress del Mesón (1976)
- Bullfighter Vals (1977)
- Séptima Mesa en el Hotel de invierno (1979)
- La #Huerta de Cereza (1989)
- La Visita (1990)
- El león en invierno (1993)
- 느영나영 풀멍살게 (1995)
- Yo,  soy una Mujer (monodrama, 1999)
- Madre  (2007)
- Seis Lecciones de Baile en Seis Semanas (2012)
- Tonada de amor (2014)[32]

## Drama de radio
- White Butterfly (MBC, 1975)
- 법정야화 episode 29: The Case of the Ttukseom Serial Murders (MBC, 1978)
- 어떤 관계 (MBC, 1983)
- 30 Turbulent Years (MBC, 1989)

## Premios
- 1975 MBC TV: mejor actriz nueva, TV(Tide)
- 1977 13th Baeksang Arts Awards: mejor actriz nueva, TV(Purity)
- 1980 MBC Drama Awards:  mejor actriz de reparto
- 1982 28th Asia Pacific Film Festival: mejor actriz de reparto (Jealousy)
- 1983 22nd Grand Bell Awards: mejor actriz de reparto (Jealousy)
- 1984 MBC Drama Awards: premio excelencia, Actriz
- 1985 12th Korea Broadcasting Awards: premio excelencia, TV (Country Diaries)
- 1985 21st Baeksang Arts Awards: premio popularidad, TV (500 Years of Joseon - The Ume Tree in the Midst of the Snow)
- 1986 MBC TV: alta excelencia, actriz
- 1989 25th Baeksang Arts Awards: premio de popularidad
- 1989 KBS Drama Awards: Grand Prize/Daesang (Fetters of Love)
- 1990 26th Baeksang Arts Awards: mejor actriz de TV (Fetters of Love)
- 1990 MBC Drama Awards: Grand Prize/Daesang (The Dancing Gayageum, The House with a Deep Yard)
- 1991 27th Baeksang Arts Awards: mejor actriz de TV (The Dancing Gayageum)
- 1991 4th Korean PD Awards: mejor actriz de TV(The Dancing Gayageum)
- 1991 Korea Broadcasting Awards: premio excelencia, drama (The Dancing Gayageum)
- 1992 3rd 농촌문화상 문예,대중예술부문 수상
- 1993 29th Baeksang Arts Awards: Grand Prize/Daesang in TV, mejor actriz de TV (My Husband's Woman)
- 1996 Korean Writers' Association Awards: 가장 문학적인상, Entertainment/Broadcasting category
- 1996 6th 아산효행대상 효친부문 수상
- 1997 Jeju Island Culture Award, Arts category
- 1998 MBC Proud Korean Awards: mejor actriz de TV
- 2000 SBS Drama Awards: Grand Prize/Daesang (Virtue)
- 2000 SBS Drama Awards: Big Star Award (Virtue)
- 2001 MBC Drama Awards: premio especial
- 2002 주를 빛낸 사람 여성부문 선정
- 2003 SBS Drama Awards: premio excelencia,actriz (Acorn Jelly)
- 2004 31st Korea Broadcasting Awards: mejor actriz de TV (More Beautiful Than a Flower)
- 2004 5th Busan Film Critics Awards: mejor actriz de reparto (My Mother, the Mermaid)
- 2004 12th Chunsa Film Art Awards: mejor actriz de reparto (My Mother, the Mermaid)
- 2004 14th Korea Catholic Mass Communication Awards: Grand Prize/Daesang (More Beautiful Than a Flower)
- 2004 3rd Korean Film Awards: mejor actriz de reparto (My Mother, the Mermaid)
- 2004 MBC Drama Awards: Grand Prize/Daesang (Ode to the Han River)
- 2004 KBS Drama Awards: Grand Prize/Daesang (More Beautiful Than a Flower)
- 2005 28th Golden Cinematography Awards: actriz más popular (Mom's Way)
- 2006 47th Thessaloniki Film Festival: mejor actriz (Family Ties)
- 2007 Okgwan Medal of Cultural Merit
- 2008 5th 불자대상
- 2011 KBS Human Awards: Love and Sharing Award
- 2014 SBS Drama Awards: premio especial, Actriz de drama (One Warm Word)
- 2015 KBS Drama Awards: Grand Prize/Daesang